# 瑞德 (澳大利亞國會選區)
瑞德選區（英語：Division of Reid）是澳大利亞新南威爾斯州的下議院選區，位於悉尼以西。面積66平方公里。
選區始於1922年，選區名紀念新州第十二任總理、聯邦第四任總理喬治·瑞德。
本區一直是工黨的安全選區。2022年以來當區的議員是工黨的陳莎莉。